# Pitthea neavi
Pitthea neavi är en fjärilsart som beskrevs av Louis Beethoven Prout 1915. Pitthea neavi ingår i släktet Pitthea och familjen mätare. Inga underarter finns listade i Catalogue of Life.